# Glen Corbett
Larry Holden, más conocido como Glen Corbett (15 de septiembre de 1922 — 15 de agosto de 1997) fue un actor estadounidense y padre de actriz Laurie Holden.

## Biografía
Nacido en New York, su verdadero nombre era Larry Holden (hijo de actriz Gloria Holden).
Casada con actriz Adrienne Ellis, y se divorciaron en 1975. Fruto de esa unión nacieron dos hijos, Laurie Holden (1972) y Christopher Holden (1974).
Glen Corbett trabajó junto a Marilyn Monroe y Mickey Rooney en el film de 1950 The Fireball, con el papel de Mack Miller.
Glen Corbett falleció en Houston (Texas), en 1997, a causa de un cáncer.

## Filmografía seleccionada
- The Silver Theatre (TV) (1950)
- The Fireball (1950)
- Fixed Baïonetts! (1951)
- Dragnet (TV) (1955)
- The Violent Years (1956)
- Star Trek (TV) (1967)